# Liopygus binhensis
Liopygus binhensis är en skalbaggsart som beskrevs av Cooman 1938. Liopygus binhensis ingår i släktet Liopygus och familjen stumpbaggar. Inga underarter finns listade i Catalogue of Life.